# Giuseppe Pasotto
Giuseppe Pasotto CSS (Bovolone, 6 de julho de 1954) é Administrador Apostólico do Cáucaso.
Giuseppe Pasotto entrou na Ordem dos Estigmas e foi ordenado sacerdote em 12 de maio de 1979.
O Papa João Paulo II o nomeou Administrador Apostólico do Cáucaso em 29 de novembro de 1996 e Bispo Titular de Musti em 9 de novembro de 1999. Enquanto Administrador Apostólico do Cáucaso dos Latinos, exerce um papel pastoral equivalente ao de bispo para os católicos de rito latino da Geórgia, Armênia e Azerbaijão. O papa o consagrou pessoalmente como bispo em 6 de janeiro do ano seguinte; Os co-consagrantes foram Giovanni Battista Re, Secretário de Estado Suplente, e Marcello Zago OMI, Secretário da Congregação para a Evangelização dos Povos. Como lema ele escolheu Ut unum sint.
Em 2008, durante a guerra Rússia-Geórgia entre a Rússia e a Geórgia, Pasotto denunciou que "o medo do povo é ficar sozinho diante do gigante russo, e que os ocidentais só sabem falar bem".